# Ажілде
Ажілде (порт. Agilde; МФА: [ɐ.ˈʒiɫ.dɨ]) — парафія в Португалії, у муніципалітеті Селоріку-де-Башту. Розташована в північно-західній частині країни, на теренах історичної португальської провінції Дору-Міню. Входить до складу округу Брага. За адміністративним поділом, чинним до 1976 року, терени парафії були складовою провінції Міню. Належить до Бразької архідіоцезії Католицької церкви. Патрон — свята Євфимія. Площа — 9,0121 км². Населення — 1227 ос. (2011). Слабо урбанізований регіон. Густота населення — 136,15 осіб/км²
. Код — 030501.

## Населення
| Кількість мешканців | Кількість мешканців | Кількість мешканців | Кількість мешканців | Кількість мешканців | Кількість мешканців | Кількість мешканців | Кількість мешканців | Кількість мешканців | Кількість мешканців | Кількість мешканців | Кількість мешканців | Кількість мешканців | Кількість мешканців | Кількість мешканців |
| ------------------- | ------------------- | ------------------- | ------------------- | ------------------- | ------------------- | ------------------- | ------------------- | ------------------- | ------------------- | ------------------- | ------------------- | ------------------- | ------------------- | ------------------- |
| 1864                | 1878                | 1890                | 1900                | 1911                | 1920                | 1930                | 1940                | 1950                | 1960                | 1970                | 1981                | 1991                | 2001                | 2011                |
| 905                 | 1 018               | 868                 | 925                 | 971                 | 1 020               | 994                 | 1 127               | 1 334               | 1 206               | 1 138               | 1 179               | 1 237               | 1 294               | 1 227               |